# The Legend of Heroes: Trails in the Sky
The Legend of Heroes: Trails in the Sky (英雄伝説 空の軌跡, Eiyū Densetsu Sora no Kiseki, lit: 'La llegenda dels herois: traces del cel') és un joc de rol desenvolupat per Nihon Falcom de 2004. Primerament es va llançar amb el nom de The Legend of Heroes VI: Trails in the Sky i més tard es va publicar com a Trails in the Sky FC. Aquest joc és el que dona inici al que es coneix com a la sèrie Trails, part de The Legend of Heroes, una sèrie encara més gran.
Trails in the Sky es va publicar per primera vegada al Japó per a Microsoft Windows el 2004, i posteriorment es va publicar per a PlayStation Portable el 2006. L'editor estatunidenc de videojocs, Xseed Games, va adquirir els drets del joc de Falcom, però no va treure'l fins al 2011 a causa de la gran quantitat de text del joc que s'havia de traduir i localitzar. El 2012 se'n va publicar un port d'alta definició per a PlayStation 3 i el 2015 se'n va llançar un remaster per a PlayStation Vita; tots dos només publicats al Japó. Una seqüela directa, Trails in the Sky SC, va sortir el 2006.
El 19 de setembre de 2025 sortirà mundialment un remake d'aquest joc titulat Trails in the Sky the 1st.

## Jugabilitat
A Trails in the Sky, la història avança a mesura que els protagonistes completen missions del Gremi dels Guardabraços. El progrés de cada missió es registra al quadern de Guardabraços. Completant missions pots guanyar diners (Mira) i punts de Guardabraç que en acumular-ne una quantitat et permet pujar de rang i rebre recompenses.
Els mapes i els objectes del joc són en 3D, els personatges són 2D i s'hi mouen per sobre. Els mapes, excepte alguns mapes i esdeveniments, el punt de vista es pot girar cap a l'esquerra i cap a la dreta.
Hi ha dos tipus diferents de mapes quan es navega pel món exterior, els mapes de camp i els mapes de ciutat. En els mapes de camp, els enemics ronden pels voltants i si el jugador hi entra en contacte, es produeix un combat. En els mapes de ciutat, el jugador pot visitar diverses botigues per comprar objectes, descansar en una fonda... i a les ciutats més importants, poden acceptar i reportar missions al gremi local. Les missions poden ser diferents tasques com lluitar contra monstres, portar objectes a algú altre o trobar gats perduts. A més, el jugador pot interactuar amb nombrosos personatges no jugadors (PNJ). Un aspecte únic a Trails in the Sky és que el diàleg de cada PNJ canvia a mesura que avança la història, cosa que permet al jugador seguir les seves històries secundàries al llarg del joc. El joc compta amb 8 personatges jugables, que excepte l'Estelle i en Joshua, venen i van durant la història principal. La història en si es divideix en cinc parts diferents, amb un pròleg seguit de quatre capítols.

### Combat
El combat té lloc en una quadrícula i està basat en torns. L'ordre dels torns del personatge està determinat per una barra TA (Temps actiu). Durant el torn del personatge, el jugador es pot moure, fer un atac o fugir. A més, existeix una mecànica de demora que pot canviar l'ordre dels torns i el transcurs del combat. A part de l'atac normal, cada personatge disposa de tres mètodes d'acció: Arts, Destreses i Destreses-S. Les Arts són encanteris orbals que els personatges poden utilitzar per atacar els seus oponents o per donar suport als seus companys d'equip, però necessiten un torn addicional per a llançar-les. Les Destreses són habilitats específiques dels personatges que són semblants a les Arts, però que poden usar-se al mateix torn, però tenen un cost especial anomenat "Punts de Destresa" (PD). Les Destreses-S són Destreses amb més potència que es poden utilitzar quan el personatge té 100 PD o més, però que esgoten tots els punts. A més de les Destreses-S, hi ha les Ruptures-S, que permeten els personatges utilitzar immediatament una Destresa-S independentment de l'ordre del seu torn. Si el jugador perd un combat, la partida s'acaba. El jugador pot llavors tornar a intentar el combat i posteriorment abaixar-ne la dificultat a cada reintent.
Bonus TA
Un aspecte addicional del combat són els Bonus TA que atorguen efectes de bonificació als personatges o als enemics en certs torns al llarg del combat, visibles a la barra TA.
| Tipus    | Descripció                                                                            |
| -------- | ------------------------------------------------------------------------------------- |
| MÉS PV   | Restaura el 10% o el 50% dels punts de vida.                                          |
| MÉS PE   | Restaura el 10% o el 50% dels punts d'energia.                                        |
| MÉS PD   | Restaura 10 o el 50 punts de destresa.                                                |
| FORÇA ↑  | Augmenta l'atac o la potència de la màgia un 10% o un 50%.                            |
| CRÍTIC   | Multiplica per 1,5 els efectes de l'atac, la màgia o la recuperació a qui té el torn. |
| SEPITH ↑ | Obtens sepith segons el nombre de cops fets a l'enemic.                               |

Orbements de combat
Un orbement de combat (戦術オーブメント) és un tipus d’orbement que s’utilitza al llarg de la sèrie per activar arts introduint quarsos a les ranures.
A Trails in the Sky FC, els protagonistes utilitzen un orbement de combat que té disseny en forma de rellotge amb sis ranures. La primera ranura al centre connecta amb la resta de ranures. Les altres cinc ranures van en el sentit de les agulles del rellotge al voltant de l'orbement, des de la posició de les 8 fins a les 10, 12, 2 i 4. Durant el joc, pots obrir ranures gastant una quantitat fixa de sepith en funció de la distància a la qual es troba la ranura del centre. Sovint hi ha d'una a tres ranures elementals bloquejades que només permeten el quars de l'element que demana, excepte l'Estelle Bright, que no té bloquejos elementals.
Segons com ordenis els quarsos a l'orbement de combat, pots utilitzar unes arts o unes altres. Al quadern de Guardabraç hi ha una guia de com ordenar els quarsos per aconseguir les arts desitjades i del seu cost.

## Escenari del joc
Els esdeveniments de la sèrie tenen lloc al continent de Zemúria. Segons la tradició, en un moment de la història, la deessa Aidios va concedir set tresors a la humanitat. La humanitat es va dividir en diferents faccions, i cadascuna es va establir al voltant d'un d'aquests tresors. Això va marcar l'inici de l'edat d'or d'aquestes civilitzacions, que va acabar amb un esdeveniment conegut com el Gran Col·lapse, un esdeveniment catastròfic que va afectar tot Zemúria. El Col·lapse, que va tenir lloc uns 1200 anys abans dels esdeveniments del joc, va provocar la destrucció de l'antiga civilització zemuriana i va sumir els supervivents en una Edat Fosca. La civilització es va recuperar lentament amb la formació de l'Església Septiana, una religió monoteista que creu en la deessa Aidios i que es va convertir en la religió més estesa de Zemúria. El Col·lapse també va marcar l'inici del calendari septià, el calendari estàndard a tot el continent. L'any 1150 del calendari septià va tenir lloc un esdeveniment conegut com la Revolució Orbal. El professor C. Epstein va inventar els orbements, l'equivalent als circuits elèctrics en el món real. Gràcies a la difusió de l'invent per part dels tres deixebles del professor, aquests orbements es van convertir en part de la vida quotidiana de les persones, ja que es fa servir en llums aeronaus, etc. Durant els esdeveniments del joc, el continent es troba encara en les primeres etapes de desenvolupament orbal. A causa d'això, molts països pretenen desenvolupar armes poderoses amb aquesta tecnologia. Malgrat això, existeixen organitzacions com el Gremi dels Guardabraços, una organització no governamental present a tot el continent que actua per mantenir la pau i protegir els civils. Els seus membres són coneguts com a Guardabraços.
El joc es desenvolupa al Regne de Liberl, situat a la part occidental de Zemúria. El voregen l’Imperi d'Erebònia al nord i la República del Calvard a l'est. Deus anys abans dels esdeveniments del joc (l'any 1192 del calendari septià), Liberl va ser envaïda pel seu poderós veí de nord, l'Imperi d'Erebònia. La guerra va durar aproximadament tres mesos, durant els quals l'Imperi va ocupar la major part de Liberl i només la seva capital, Grancel, va resistir la invasió. Un contraatac ben executat per les forces de Liberl, amb l'ús de naus d'assalt recentment desenvolupades, va canviar el transcurs de la guerra i l'Imperi va ser expulsat. Amb la cooperació del Gremi dels Guardabraços, l'Església Septiana va demanar un armistici i la guerra va arribar a la fi. La guerra es coneix com la Guerra dels Cent Dies, a causa de la qual continuen havent-hi altes tensions entre Liberl i Erebònia. La República de Calvard manté relacions amistoses amb Liberl, tot i que és rival d'Erebònia. Liberl està dividit en cinc grans regions: la regió de Rolent a l'est, la regió de Bose al nord, la regió de Ruan a l'oest, la regió de Zeiss al sud i la capital, Grancel, on resideix la família reial.

## Història
Els principals protagonistes del joc són l'Estelle Bright i el seu germà adoptiu, en Joshua. Aquests germans viuen al Regne de Liberl, un petit regne del continent de Zemúria que manté la seva independència. Aquest joc narra les seves aventures com a membres dels Guardabraços i la seva partida de la ciutat de Rolent a la recerca del seu pare.

### Pròleg: el pare i el començament d'un viatge
Un dia, l'Estelle Bright és a casa esperant la tornada del seu pare, quan de sobte arriba amb un nen ferit als braços. Aleshores l'acullen a casa i el cuiden fins que es recupera i decideixen adoptar-lo a la família. Aquest nen és en Joshua.
Al cap de cinc anys, quan tots dos tenen l'edat de setze anys, l'Estelle i en Joshua s'entrenen sota la tutela de la Xahrazad Harvey per convertir-se en Guardabraços, igual que el seu pare. Tots dos acaben aprovant l'examen de Guardabraç i es converteixen en Guardabraços novells, però el mateix dia dos nens petits de Rolent s'endisen a la Torre Esmelas, un cau infestat de monstres. Rescatar aquests nens es converteix en la seva primera feina oficial com a Guardabraços.
Quan tornen a casa, l'Estelle i en Joshua reben una carta de son pare que diu que s'ha vist obligat a anar-se'n lluny durant un temps, així que el duo decideix seguir el consell de la Xahrazad i agafar part de la feina del pare. Així, ajuden un parell de periodistes, en Nial i la Dorothy, a pujar a dalt la torre i allà el professor Alba, que sembla molt interessant en els artefactes, les torres tetracícliques i els Sept-Tèrrion. Poc després, l'Estelle i en Joshua s'assabenten que els sepiths que havien lliurat al batlle han estat robats i es posen a investigar.
Les proves tot apunten que la Josette, una noia que havien conegut fa poc, n'és la culpable, ja que l'Estelle i en Joshua sospitaven que ella no havia arribat a la ciutat en una aeronau de passatgers. Aleshores, a la Josette li cau una fulla de la roba, cosa que indica que ve del bosc Mistwald. L'Estelle, en Joshua i la Xahrazad llavors hi van i es troben amb els bandits del cel, els Càpua. Allà també hi troben la Josette i descobreixen que en realitat no era una estudiant, sinó la Josette Càpua. Els aconsegueixen derrotar i recuperen els sepiths robats, però de sobte arriba en Kyle Càpua arriba amb una nau i s'escapen.
Quan l'Estelle, en Joshua i la Xahrazad tornen a la ciutat, sona el telèfon del gremi i els informen que l'aeronau en què anava en Cassius Bright ha desaparegut a la regió de Bose. Llavors tots tres se'n van de viatge per buscar informació.

### Capítol 1: la desaparició de la Linde
El grup arriba a la ciutat de Bose i parlen amb la batllessa Maybelle. Ella els diu que vagin a parlar amb el general Morgan al Portal Haken, però sembla que té alguna cosa en contra dels Guardabraços. Per evitar conflictes, el grup es treu els emblemes de Guardabraços i mentrestant s'esperen a la fonda del voltant del portal perquè el general no hi és en aquell moment. Allà coneixen un home, anomenat Olivier Lenheim, que els dona conversa fins que els informen del retorn del general. Aquest home té intenció d'acompanyar-los, però el grup s'hi nega en rotund.
L'Estelle fa preguntes al general i la conversa va bé fins que se li escapa que són Guardabraços. Aleshores el general s'enfada i pretén fer-los fora per entabanadors. La Xahrazad també s'enfada per la incompetència de l'exèrcit, però l'Olivier fa aparició i els toca la cançó Amor Ambrat, cosa que els tranquil·litza una mica, però el general de tota manera se'n torna a les seves obligacions.
El grup està sense pistes, però es reuneixen amb en Nial que els explica que un noi ha vist una ombra misteriosa al poble de Ravennue que es dirigia cap al nord. Allà descobreixen que en realitat eren dues ombres i decideixen investigar una mina que hi ha al nord, ja que la teoria que fossin naus tenia sentit. A dins la mina es troben en Kyle i els seus homes transportant mercaderies i hi lluiten, però aconsegueixen escapar-se un altre cop. Aleshores el grup comença a investigar la nau que hi havia allà fins que arriba el general Morgan, que es pensa que són bandits del cel i els detén.
Un cop a la presó senten una veu familiar, és l'Olivier, que resulta que ha estat detingut per beure un vi molt car sense pagar-lo. L'endemà el grupet és alliberat gràcies a la batllessa Maybelle que fins i tot perdona l'Olivier, ja que era la propietària del restaurant d'on va agafar el vi.
Quan el grup torna a Bose, s'assabenten que hi ha hagut una sèrie de robatoris a la ciutat. Per arreplegat informació espien l'Exèrcit Reial i gairebé es fiquen en problemes, però per sort apareix el Coronel Alain Richard que hi posa pau. Un cop l'exèrcit s'ha enretirat, senten que ha aparegut unes persones misterioses al llac Valèria i tots quatre decideixen anar a la riba del llac. Segons els testimonis aquestes persones apareixien de nit. Allà decideixen llogar una habitació a l'hotel i fan guàrdia a la nit. Resulta que les persones eren la Josette i en Kyle i semblava que parlaven sobre una reunió secreta amb algú. El grup té la intenció de prendre'ls la nau, però l'Olivier proposa que s'amaguin a la bodega de la nau.
Tot seguit, arriben al cau dels bandits, derroten els vigilants i els obliguen a dir on són els ostatges de la nau per salvar-los, però resulta que en Cassius no estava entre les persones capturades, havia baixat de la nau abans que s'enlairés. Llavors derroten els tres germans Càpua: la Josette, en Kyle i en Don. Després del combat sembla que en Don no recorda res del que ha passat i els seus germans comenten que s'havia estat comportant de manera estranya. Aleshores arriba l'Exèrcit Reial i deté tots els bandits.
Quan tornen al gremi, arriba un paquet per a en Cassius que conté un orbement negre misteriós i una carta que diu que el portin a un tal professor R.

### Capítol 2: El madrigal de la magnòlia blanca
La Xahrazad decideix que tornarà a Rolent amb l'Olivier i s'acomiaden de l'Estelle i en Joshua, que se'n van caminant cap a Ruan. Tots dos decideixen fer una parada al post fronterer entre regions per descansar i allà es troben l'Agate Crosner, que ja havien conegut quan anaven de camí a Ravennue. Tot i això, l'Agate no els tracta amb bones formes. Aquell mateix vespre, una gran bandada de llops ataca el post de manera poc usual i l'Agate decideix intervenir-hi. L'Estelle i en Joshua s'uneixen a ell. L'endemà quan es desperten, l'Agate ja no hi és.
Quan arriben a la regió de Ruan, l'Estelle i en Joshua decideixen fer una parada al poble de Manòria i fan un pícnic. Mentrestant, veuen una noia que busca algú. Un cop dinats, l'Estelle xoca contra un nen, i quan busca el seu emblema de Guardabraç, s'adona que el nen l'hi ha robat. Aleshores van a l'orfenat Mèrcia i descobreixen que el nen es diu Clem i n'és un dels orfes. A més, allà tornen a veure la noia d'abans, la Kloe Rinz, una alumna de l'Escola Reial Jenis que va a jugar a l'orfenat de tant en tant. La matrona de l'orfenat es disculpa per l'incident amb en Clem i recuperen l'emblema.
La Kloe s'ofereix acompanyar-los a Ruan i els ensenya la ciutat, un lloc turístic amb unes vistes espectaculars i un pont llevadís que s'alça tres cops al dia. Tanmateix, el grup arriba a un magatzem i es fiquen amb problemes amb una colla de delinqüents, els Corbs. Llavors arriba el batlle Dalmore i el seu tresorer, en Gilbert, que resolen la situació.
Aquell vespre decideixen anar a descansar a un hotel, ja que el gremi els havia reservat una habitació, però resulta que quan arriben l'habitació ja està ocupada. Llavors apareixen el duc Dunan, el nebot de la reina, i el seu majordom, en Phillip. El duc té molt males formes, però en Phillip els implora que renunciïn a l'habitació i així ho fan. Malgrat això, apareix en Nial que els ofereix que passin la nit a la seva habitació. Aquella mateixa nit l'orfenat s'incendia.
L'endemà tots dos van a l'orfenat a investigar la situació i conclouen que algú ha calat foc l'edifici. Per sort, la matrona i els altres nens havien estat evacuats a Manòria. Allà visiten la matrona amb la Kloe, quan apareixen el batlle Dalmore i en Gilbert. Mentre mantenen una conversa, en Clem que ha escoltat el que deien, s'escapoleix i corre cap al cau dels Corbs tot sol. L'Estelle i en Joshua lluiten contra els delinqüents i sorprenentment la Kloe treu un estoc i s'hi uneix, però aleshores arriba l'Agate que els esbronca i s'arregla la situació.
Després, l'Estelle i en Joshua van a l'Escola Reial Jenis per ajudar la Kloe amb el festival cultural que està a punt de començar. També decideixen participar en una obra de teatre, El madrigal de la magnòlia blanca, en què l'Estelle fa d'espadatxí i en Joshua de princesa. Tant la matrona com els nens, el professor Alba i la Maybelle els van a veure. En Joshua també troba allà un home misteriós que li sona i que sembla que és qui havia rescatat els nens, però desapareix ràpidament.
Gràcies a l'obra, s'aconsegueixen prou donacions per pagar la reconstrucció de l'orfenat, però de camí a Manòria, tot i tenir en Kurt i la Carna d'escorta, la matrona és atacada i li roben els diners. Quan arriben a Manòria tots estan sans i estalvis, però per alguna raó en Kurt no recorda la identitat de l'atacant. Aleshores arriba l'Agate que els informa que els Corbs han desaparegut. De sobte també apareix el falcó de la Kloe, que els porta al far proper. Allà hi troben els Corbs que intenten atacar-los, però l'Estelle i companyia els derroten i els deixen inconscients. Quan arriben a dalt de tot del far, es troben amb en Gilbert acompanyat d'uns homes de negre que sembla que han estat els causants de l'incendi de l'orfenat i del robatori de les donacions. Els homes de negre s'escapen i l'Agate els persegueix, mentre que l'Estelle i els altres se'n van a interrogar el batlle Dalmore que sembla que hi està involucrat. Quan arriben a la mansió del batlle, ell els rep amb un parell de monstres. Com que el seu pla falla, treu un artefacte que atura el temps, però sembla que l'orbement negre que porten a sobre elimina l'efecte. Malgrat això, el batlle no es rendeix i s'escapa en un iot. El grup l'intenta encalçar amb una barca, però apareix sobtadament la Guàrdia Reial que detén el batlle. Per altra banda, l'Agate troba els homes de negre, però se li escapen.

### Capítol 3: L'orbement negre
El gremi explica al grup que la millor manera d'arreplegar informació sobre l'orbement negre és anar a Zeiss, però la Kloe s'ha d'acomiadar de l'Estelle i en Joshua i els acompanya al punt fronterer. Allà entren al Túnel de Kaldia i pel camí tots dos veuen una nena petita i, preocupats per ella, la segueixen. Tot seguit uns quants monstres l'ataquen i l'Estelle i en Joshua la salven. La nena es presenta: es diu Tita Russell. La Tita els acompanya fins al final del túnel i van a parar al soterrani de la Fàbrica Central de Zeiss. Allà pregunten a la recepcionista del gremi, la Kilika Rouran, sobre l'orbement negre i ella els diu que acudeixin al cap de la fàbrica, en Murdock. Quan hi parlen, li donen la carta que venia amb l'orbement negre i ell els revela que el professor R. en realitat es tracta del professor Russell. En Murdock llavors avisa la néta del professor i resulta que és la Tita. Ella porta l'Estelle i en Joshua a cal professor, que durant la nit analitza l'orbement, però sembla que provoca un curtcircuit i tots els llums de la ciutat s'apaguen. L'endemà el professor Russell mira d'obrir l'orbement amb una serra mecànica, no obstant això, sembla que té un mecanisme que li ho impedeix.
Al mateix moment, els banys termals d'Elmo, un poble d'allà a prop, deixen de funcionar i la Tita ha d'anar-hi a reparar-los. En Joshua i l'Estelle l'escorten fins allà i els repara en un tres i no res. De camí de tornada, uns monstres ataquen una persona que resulta que és la Dorothy. En Joshua i l'Estelle la salven ràpidament. Un cop a Zeiss, la fàbrica està plena de bombes de fum i el professor Russell no hi és enlloc. Aleshores apareix l'Agate que decideix ajudar el grup. Entre tots descobreixen que uns homes de negre han robat el processador de la fàbrica i han segrestat el professor. L'Agate no deixa que la Tita els acompanyi perquè és molt perillós i el grup persegueix els homes de negre fins a la Torre Carnèlia. A dalt de tot el grup els acorralen i l'Agate mira de rescatar el professor, però el seu pla fracassa per culpa de la Tita que apareix a l'últim moment. Per culpa seva disparen l'Agate amb una bala i els homes de negre s'emporten el professor amb una aeronau. Quan tornen cap a Zeiss el grup es troba amb un viatger molt corpulent, en Zin, que veu que l'Agate està malferit i el porta a la infermeria de la fàbrica. Resulta que la bala contenia verí. Tot seguit al grup se'ls informa que l'església pot fer una medecina per guarir-lo, però allà el capellà els diu que per fer-la li cal molsa zemuriana, que es troba a la Cova Calcària de Kaldia. Després de travessar la cova laberíntica es troben amb el rei pingüí que protegeix la molsa. El grup el derrota i aconsegueixen guarir l'Agate amb la medecina.
L'endemà, la Dorothy ensenya al grup una foto del Fort Leiston i l'Estelle veu una ombra estranya que s'assembla a l'aeronau que s'havia emportat el professor. El grup decideix anar allà sense gaire èxit, però tot seguit la ciutat torna a tenir una apagada. Això vol dir que tenen captiu el professor a prop sense cap mena de dubte. Gràcies als inhibidors de detecció inventats pel professor Russell, el grup s'infiltra al fort amb una aeronau de mercaderies. Allà hi troben el professor Russell captiu i derroten els guardes per rescatar-lo. Malauradament, activen l'alarma i el grup ha de fugir corrents, però per sort el Comandant Cid els ajuda a escapar per un passadís subterrani. Un cop fora, el grup se separa. L'Agate, la Tita i el professor per una banda, i l'Estelle i en Joshua per l'altra. Abans, però, el professor els aconsella que tinguin una audiència amb la reina Alicia.

## Publicació
Trails in the Sky va sortir a la venda per a Windows el 29 de juny de 2004 al Japó. El joc es va portar més tard a PlayStation Portable i va sortir a la venda al Japó el 28 d'octubre de 2006. La versió de PSP va ser publicada posteriorment per Xseed Games a Amèrica del Nord el 29 de març de 2011 i a Europa el 4 de novembre. La versió de Windows va sortir a la venda a tot el món el 29 de juliol de 2014 i contenia un seguit de funcions de la versió de PlayStation Portable. The Legend of Heroes: Trails in the Sky FC Kai HD Edition, una versió nova en alta definició, va sortir per a PlayStation 3 al Japó el 13 de desembre de 2012.
Una remasterització, The Legend of Heroes: Trails in the Sky FC Evolution, va sortir al Japó per a PlayStation Vita l'11 de juny de 2015. Evolution actualitza la interfície d'usuari i hi incorpora noves característiques com ara un doblatge, retrats de personatges redissenyats i una nova escena d'obertura animada.

### Localització anglesa
El joc va ser localitzat a l'anglès per Xseed Games, que havia adquirit els drets per portar la trilogia Trails in the Sky a Amèrica del Nord el maig de 2010. L'extensió del guió de Trails in the Sky FC, que conté aproximadament 1,5 milions de caràcters japonesos, va suposar un gran repte per als editors de l'equip. Jessica Chavez, l'editora principal del joc, va passar nou mesos treballant en el guió. Chávez va declarar que sovint treballava entre 11 i 12 hores durant sis dies a la setmana. El 2013, Xseed va planificar treure una versió per a Windows de Trails in the Sky que havia de sortir a la venda a principis de 2014, però els problemes de codificació van obligar a endarrerir la data de publicació al juliol. Segons la programadora de localització de Xseed, Sara Leen, gran part del codi es va haver de reescriure de zero a causa de les diferències tècniques entre les versions de PlayStation Portable i Windows; aquests canvis sovint introduïen nous errors de programari, complicant encara més les coses.

### Trails in the Sky the 1st
The Legend of Heroes: Trails in the Sky the 1st, és un remake del joc original que sortirà per a Nintendo Switch a tot el món el 19 de setembre de 2025. Falcom ja havia deixat anar que un remake de Trails in the Sky era possible, abans que és revelés oficialment en una presentació de Nintendo Direct l'agost de 2024. El motor del joc és el mateix que s'utilitza a l'arc Trails Through Daybreak i s'hi poden trobar algunes millores de qualitat no presents en el joc original. El joc serà publicat al Japó per Falcom, a Amèrica del Nord per GungHo Online Entertainment i a Europa per Clear River Games.

## Crítiques
Trails in the Sky va rebre crítiques "generalment favorables" segons l'agregador de revisions Metacritic. Neilie Johnson, d’IGN, va fer-ne una ressenya positiva afirmant que, tot i que "First Chapter no és el joc més original que s’hagi fet mai, com qualsevol bon JRPG, ofereix un guió divertit, combat dinàmic, missions interessants, una narrativa absorbent i hores i hores de joc" i va concloure que "si bé l'equilibri 50/50 del joc entre combat i història pot no ser del gust de tothom, el seu encant i el seu valor d'entreteniment global valen la pena". Hardcore Gamer va elogiar el guió dels personatges "sòlid com una roca", assenyalant que tots els personatges tenen "la seva pròpia història, ambicions i connexions socials", cada personatge no jugador (PNJ) "té el seu propi nom i les seves motivacions i relacions interpersonals amb altres PNJ" i també va elogiar la influència de la pel·lícula d'anime clàssica El castell al cel de Hayao Miyazaki en els personatges i l'escenari steampunk. També va elogiar-ne la història oberta, el disseny de les missions i el sistema de combat, i per haver tingut "un dels mons més complets i fascinants mai representats", concloent que és "un dels JRPG més bons de la història del gènere".
Malgrat la popularitat de la sèrie al Japó, Trails in the Sky FC es va vendre poc a Occident en el seu llançament inicial per a la PSP, però Kat Bailey d'USGamer va dir que la seva posterior disponibilitat a Playstation Vita i el seu port de PC va aconseguir ser una font d'ingressos útil amb poca sobrecàrrega per a la petita distribuïdora Xseed Games.